# Archivos Nacionales de Egipto

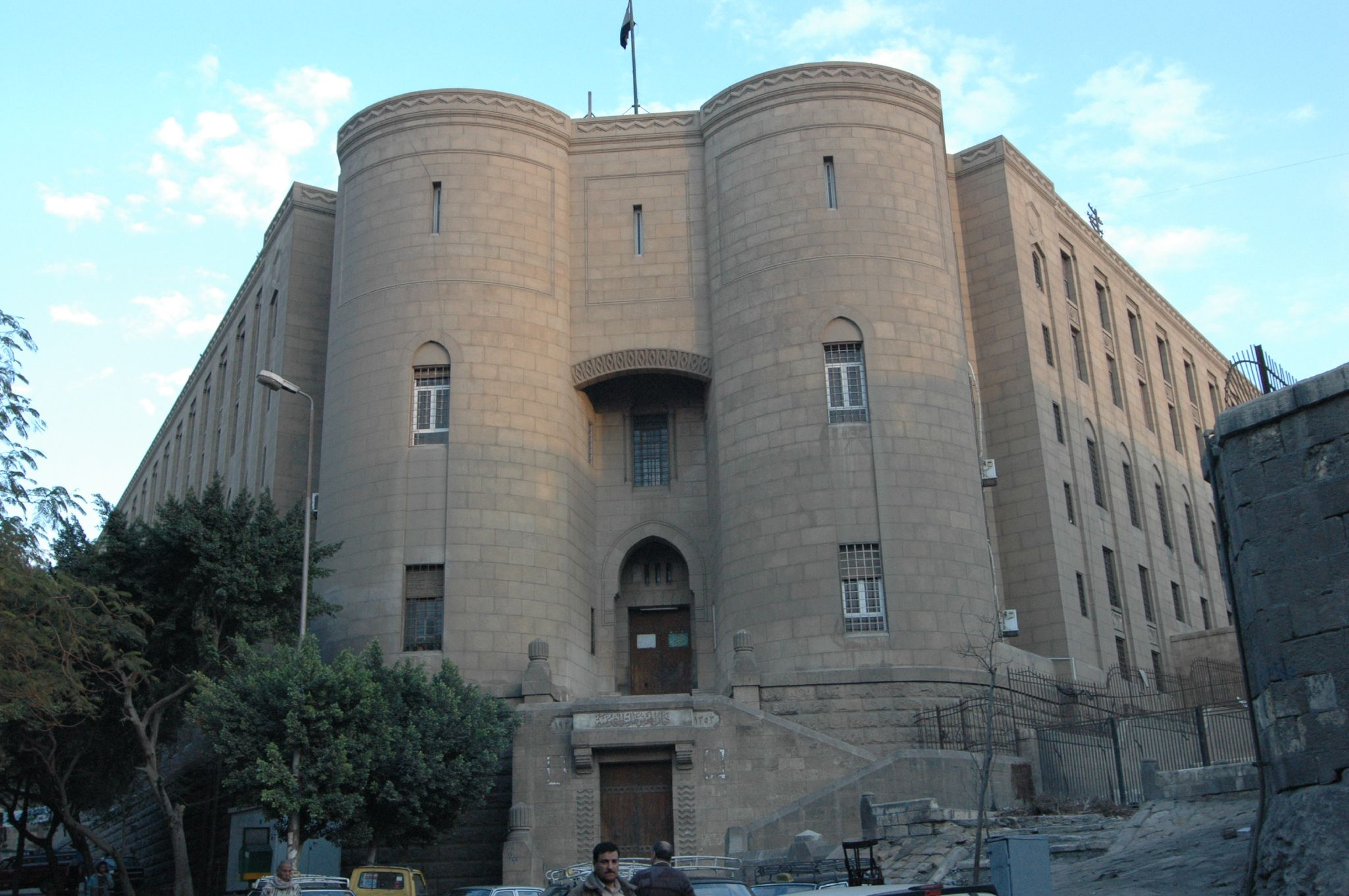
Sede de los Archivos Nacionales de Egipto.

Los Archivos Nacionales de Egipto fueron fundados en El Cairo en 1828. Están entre los archivos nacionales más antiguos del mundo, junto con los Archivos Nacionales de Francia (1794) y el Public Record Office británico (1838).
Su inicio se remonta a cuando Mohamed Alí Pachá decidió construir un sitio en la Ciudadela de El Cairo para preservar registros oficiales y lo llamó Daftarjana (Casa de la Documentación). El objetivo principal de su construcción fue el de recolectar documentación escrita de las actividades del Estado y reunirla en un mismo lugar. Por ello, acabó convirtiéndose en un almacén del patrimonio nacional egipcio. Su primer director fue Ragheb Efendi, mientras que el primero que estableció sus reglas y procedimientos internos fue John, el secretario de gastos. La Casa de la Documentación de Egipto acumuló tantos documentos gubernamentales que habían dejado de tener uso oficial que Mohamed Alí se vio forzado a construir almacenes de archivos en los ministerios y agencias del gobierno, así como en las gobernaciones provinciales.

## Desarrollo
El gobierno llamó a un experto francés, conocido como Monsieur Rosé, para contribuir a que desarrollara una legislación especial basada en los sistemas y reglamentos que ya utilizaban los Archivos Nacionales de Francia. La Casa de la Documentación siguió funcionando bajo el sistema establecido por Mohamed Alí Pachá hasta la llegada al poder del jedive Ismail Pachá (1863-1879). Cerró todas las sucursales que se habían abierto anteriormente en las gobernaciones provinciales y ordenó que todos los documentos fueran almacenados en la Casa de la Documentación original en la ciudadela,
Durante el reinado de Abbas II Hilmi (1892-1914), se promulgó un nuevo conjunto de leyes que constaba de 24 cláusulas que regulaban los procedimientos por los que se recibían y se entregaban los documentos Posteriormente, los Archivos, aún presentes en la Ciudadela, fueron renombrados a Oficina Pública de Registros. Cuando Fuad I accedió al trono (1917-1936), se cambió parte de la terminología (por ejemplo, ‘Nezara’ pasó a ser ‘Wezara’, o ministerio). Además, la Oficina Pública de Registros no publicó documentos como otros archivos del mundo. En adelante, el rey Fuad confió la inspección y organización de los documentos turcos guardados en la Oficina Pública de Registros al orientalista francés Jean Dény como un paso adelante para procurar que estos documentos fueran accesibles para investigadores e historiadores.

## Departamento de Registros Históricos
En 1932, el rey Fuad emitió una orden para construir el Departamento de Registros Históricos en el Palacio de Abdín. La tarea asignada a este departamento, que llegó a ser un moderno archivo nacional de Egipto, fue la de indizar y ordenar documentos. El Departamento también fue capaz de realizar otras tareas, tales como:
1. Reunir los firmanes (decretos) emitidos por los sultanes otomanos a los valíes (virreyes) egipcios. En total, se reunieron 1046 firmanes que se remontaban hasta el año 1597. Esta colección fue fotocopiada y publicada en siete volúmenes por la Autoridad Egipcia de Encuestas.
2. Analizar y organizar los 900 000 documentos extranjeros que databan del reinado de Ismaíl Pachá, así como traducir algunos de ellos al árabe.
3. Realizar fichas de índices para un gran número de documentos en árabe y turco.

## Archivo Histórico Nacional
Después de la Revolución egipcia de 1952, los líderes de la revolución consideraron que el Departamento de Registros Históricos del Palacio de Abdín era un almacén de documentos que elogiaban y promovían a la dinastía de Mohamed Alí. Reescribir la historia de ese periodo fue considerada una demanda urgente. Un nuevo Archivo Histórico Nacional fue establecido por la ley n.º 356 de 1954 con el objetivo de reunir y conservar documentos de todos los periodos históricos. En 1969, fue trasladado del Palacio de Abdín, su emplazamiento inicial, a la ciudadela de El Cairo. En 1990, fue trasladado de nuevo a su emplazamiento actual en la Corniche del Nilo. Con la emisión del decreto presidencial n.º 176 de 1993, se creó una nueva autoridad independiente que unió la Organización de Libros y los Archivos Nacionales y los separaron de la Organización General Egipcia de Libros.

## Importancia
En conjunto, los Archivos Nacionales de Egipto están considerados unos de los más importantes del mundo, debido al enorme número de recursos archivísticos que contiene. De hecho, sus documentos y manuscritos reflejan el estatus privilegiado que ha mantenido Egipto durante un larguísimo periodo de la historia mundial. Contiene documentos escritos en varios idiomas, como árabe, turco, inglés, italiano, francés y alemán, así como unos pocos en amárico. Estos documentos cubren casi mil años de historia, desde las dinastías abásida, fatímida, ayúbida, los mamelucos y el Imperio otomano hasta tiempos modernos.